# Soneto 107
| «» Soneto 107 |
| --- |
| Not mine own fears, nor the prophetic soul Of the wide world dreaming on things to come, Can yet the lease of my true love control, Supposed as forfeit to a confined doom. The mortal moon hath her eclipse endured And the sad augurs mock their own presage; Incertainties now crown themselves assured And peace proclaims olives of endless age. Now with the drops of this most balmy time My love looks fresh, and death to me subscribes, Since, spite of him, I’ll live in this poor rhyme, While he insults o’er dull and speechless tribes: And thou in this shalt find thy monument, When tyrants’ crests and tombs of brass are spent. |
| –William Shakespeare |

O Soneto 107 é um soneto que compõe os 154 Sonetos de Shakespeare, um dos primeiros 126, da sequência Fair Youth.

## Análise
Este soneto faz referência a um evento externo, que ameaçava ser desastroso, mas que se revelou maravilhoso.
Em seu corpo há referência a Lula Letal, ou Lua mortal (mortal moon),  metaforicamente um eclipse da Lua, como o poeta denominou, aí, a rainha Elizabeth I, detestada pelo poeta, ou sua morte. Pode, porém, o  eclipse da lua referir-se a um sinal que pode pressagiar o Juízo Final.
Para o poeta, houve um tempo em que as coisas eram incertas, e o orador não sabia ao certo o que iria acontecer, mas agora ele sabe. Ele sabe que a paz veio para ficar e que, devido a este poema que ele escreveu, ele e seu verdadeiro amor vão superar a morte. Ela servirá como seu monumento, num dos muitos momentos em que se utiliza da Teoria dos contrários.

## Traduções

### Tradução deThereza Christina Rocque da Motta
A tradutora não se ateve a ritmo nem rima, fazendo uma tradução próxima à tradução literal.
Não os meus medos, nem a alma profética

Do imenso mundo que sonha com o futuro

Pode controlar o meu verdadeiro amor,

Suposto e destinado à desgraça.

A lua mortal tem seu eclipse prolongado,

E os tristes augúrios desdenham os seus presságios;

Incertezas hoje coroam-se seguras,

E a paz proclama os frutos de uma eternidade.

Agora com as gotas deste momento tão balsâmico,

Meu amor parece jovem e a Morte a mim se subjuga,

Como, apesar dela, eu viverei nesta pobre rima,

Enquanto ela insulta as suas turbas tolas e emudecidas;

E tu, nisto, encontrarás o teu monumento,

Quando ruírem os túmulos de bronze dos tiranos.

### Tradução deMilton Lins
O tradutor seguiu o autor nos decassílabos heroicos, sem perseguir, no entanto, o pentâmetro iâmbico do poeta. Nas rimas, seguiu-o no esquema de soneto inglês: ABAB CDCD EFEF GG.
Nem meu temor e nem as profecias

Do sonho sobre os fatos que virão

Podem guiar do amor as ardentias

Do suposto limite à plena ação.

Nossa lua letal tolera o escuro,

Nossos magos desdenham seu presságio;

incertezas já têm um certo apuro,

A pão doa à oliva eterno estágio.

Com gotas de perfume no universo

Meu amor está bem, aparto a Morte.

Malgrado o seu padrão, retenho o verso,

Ele outro torna surdo, e afasta a sorte.

E tu encontrarás teu monumento,

Se em tumba de tirano houver alento.

### Tradução de José Arantes Júnior
Este tradutor, utilizando outra forma de apresentação dos sonetos, onde a visão plástica se sobrepunha à métrica e, principalmente, ao ritmo, usou em sua tradução versos que tinham, invariavelmente, 36 caracteres, que, numa fonte monoespaçada, usada em sua obra, lhe dá um formato próprio. Também, usando seu conceito da Teoria dos contrários, deu-lhe um título.
O orvalho e o monumento

Nem meus medos, nem a alma profética

Poderão delinear as coisas que virão,

Nem os teores de minha visão poética

Poderiam supor uma pena pela omissão;

A lua mortal já suportou seu eclipse

E tristas elos zombam dos presságios,

A incerteza já demonstrou que existe

Em relação à oliveira, neste estágio;

Com um orvalho deste tempo balsâmico

Até a morte, agora se torna impotente,

Já que, a ela, sobreviverei dinâmico

Enquanto os povos se tornam silentes;

Terás o teu monumento bastante vasto,

Quando montes e túmulos forem gastos.